# Edwin van der Sar
Edwin van der Sar (Voorhout, 29 ottobre 1970) è un dirigente sportivo ed ex calciatore olandese, di ruolo portiere.
Considerato uno dei migliori portieri della storia del calcio, è il secondo calciatore con il maggior numero di presenze nella nazionale olandese con 130 apparizioni. Vanta 665 minuti di imbattibilità internazionale con la sua nazionale e 1 311 minuti nella Premier League con la maglia del Manchester United. L'IFFHS lo ha collocato al terzo posto nella classifica dei migliori numeri 1 del periodo 1987-2011.

## Biografia
È sposato dal 2006 con Annemarie van Kesteren. La coppia ha avuto due figli: Joe, portiere classe 1998 del RKC, e Lynn, nata nel 2000. È ambasciatore della Make-A-Wish Foundation, un'associazione benefica che si occupa di bambini malati. È anche opinionista per l'emittente olandese NOS Studio Voetbal.
Nel luglio del 2023 è colpito da una emorragia cerebrale mentre è in vacanza in Croazia per cui viene ricoverato in terapia intensiva in condizioni stabili. La settimana seguente viene trasferito in un ospedale olandese dove prosegue la riabilitazione quando lascia il reparto di terapia intensiva.
Nel settembre del 2024, dopo essersi ripreso, l'Ajax lo premia con l'Eredivisie Lifetime Achievement Award.

## Caratteristiche tecniche
Nel corso della sua carriera professionistica, Van der Sar si è distinto per senso della posizione, atletismo, riflessi ed essenzialità negli interventi, oltre che per freddezza e affidabilità. Longevo, tempestivo nelle uscite e sicuro nel comandare la difesa, risultava anche molto efficace nell'opporsi ai calci di rigore. Dotato di un ottimo rinvio, che gli consentiva di far ripartire l'azione con grande precisione, è stato uno dei migliori portieri della sua generazione nel gioco con i piedi: Manuel Neuer lo ha annoverato per questo motivo tra i propri modelli di riferimento, affermando che l'abilità dell'olandese nel controllo di palla abbia fatto da apripista a una nuova e più moderna interpretazione del ruolo.

## Carriera

### Giocatore

#### Club

##### Ajax
Dopo gli esordi nella squadra della sua città natale, passa a giocare fino al 1990 nella piccola squadra dilettantistica VV Noordwijk. Quando, un emissario dell'Ajax lo andò a visionare e gli propose un contratto, lui accettò e si trasferì ad Amsterdam. Il suo esordio avvenne il 23 aprile 1991 in una gara del campionato olandese tra Ajax e Sparta (1-0 il risultato finale). Giocò tutte le restanti partite di quel campionato, ma l'allenatore van Gaal preferì affidarsi almeno per un'altra stagione all'esperienza di Stanley Menzo. Anche nella stagione seguente, dunque, trovò poco spazio: riuscì comunque a vincere il suo primo trofeo prestigioso in carriera, la Coppa UEFA, conquistata nella doppia finale contro il Torino: 2-2 allo Stadio delle Alpi e 0-0 ad Amsterdam.
Nel corso della stagione successiva (1992-1993), riuscì a conquistare anche il posto da titolare a scapito di Menzo, collezionando 19 presenze e vincendo la sua prima Coppa d'Olanda. Nella stagione 1993-1994 si laureò per la prima volta campione d'Olanda.

van der Sar (in piedi, primo da sinistra) all'Ajax nel 1996, a Roma nella finale di Champions

La stagione 1994-1995 lo vide vincere per la seconda volta consecutiva il campionato olandese, e mettersi in luce anche in Champions League. Al suo esordio nel massimo torneo europeo, affrontò il Milan campione in carica, per tre volte (due nella fase a gironi e una in finale): in tutte e tre le occasioni mantenne la porta inviolata, e l'Ajax si laureò campione d'Europa per la quarta volta. Pochi mesi dopo, il 28 novembre dello stesso anno, andò a giocarsi la Coppa Intercontinentale al National Stadium di Tokyo contro i brasiliani del Grêmio: la porta rimase di nuovo imbattuta, e ai rigori finali decisiva fu la sua parata su Dinho. Laureatosi campione del Mondo, in tale stagione stabilì anche il record d'imbattibilità individuale della Champions League, non subendo gol per ben 658 minuti.
Al termine di quella stagione il giocatore si laureò per la terza volta consecutiva campione d'Olanda, raggiungendo anche la finale di Champions League per la seconda volta di seguito. La gara venne disputata allo Stadio Olimpico di Roma, e i "lancieri" si ritrovarono di fronte ancora una squadra italiana, stavolta la Juventus di Marcello Lippi. Dopo i tempi supplementari chiusi sul punteggio di 1-1, i rigori premiarono i torinesi, che dal dischetto ebbe la meglio sugli olandesi per 4-2.
Nella stagione successiva (1996-1997) il titolo olandese venne conquistato dal PSV Eindhoven, mentre in Europa il percorso della squadra biancorossa venne fermato nuovamente dalla Juventus, stavolta in semifinale. Il digiuno di trofei durò solo una stagione: l'anno successivo (Eredivisie 1997-1998), infatti, la squadra riconquistò il titolo nazionale. Curiosamente, nella penultima gara di quel campionato, giocata il 3 maggio 1998 contro il De Graafschap, mise a segno un gol su rigore. Il 17 maggio la squadra vinse anche la Coppa d'Olanda battendo per 5-0 il PSV Eindhoven nella finale giocata allo Stadion Feijenoord di Rotterdam; venne premiato come miglior portiere della stagione.
La stagione seguente (1998-1999) fu la sua ultima all'Ajax. Quell'anno la squadra si aggiudicò per la seconda volta consecutiva la Coppa d'Olanda, battendo in finale il Fortuna Sittard per 2-0. Il 23 maggio 1999 giocò la sua ultima partita con l'Ajax nell'ultima gara di campionato contro il NAC Breda. Prima di lasciare il club, gli venne dedicata una passerella d'addio all'Amsterdam ArenA, durante la quale venne applaudito e ringraziato da tutto lo stadio.

##### Juventus e Fulham

van der Sar alla Juventus nel 1999

Acquistato nell'estate del 1999 dalla Juventus per la cifra di 17 miliardi di lire, è stato il primo portiere straniero della storia del club torinese. Nella sua prima stagione in bianconero, dopo un inizio incerto, offrì buone prestazioni e vinse la Coppa Intertoto; nell'annata successiva, tuttavia, il suo rendimento peggiorò: dopo aver commesso diversi errori nella prima parte della stagione – tra i più criticati quello contro la Lazio, su un debole tiro di Marcelo Salas da fuori area, e quello su una punizione di Paulo Sousa in Champions League contro il Panathīnaïkos –, nella gara di ritorno contro la Roma favorì con una sua incertezza il gol del pareggio in extremis di Vincenzo Montella, che approfittò di una respinta errata del portiere su un tiro di Hidetoshi Nakata. La squadra della capitale si laureerà poi campione d'Italia con 2 punti di vantaggio sulla Juventus.

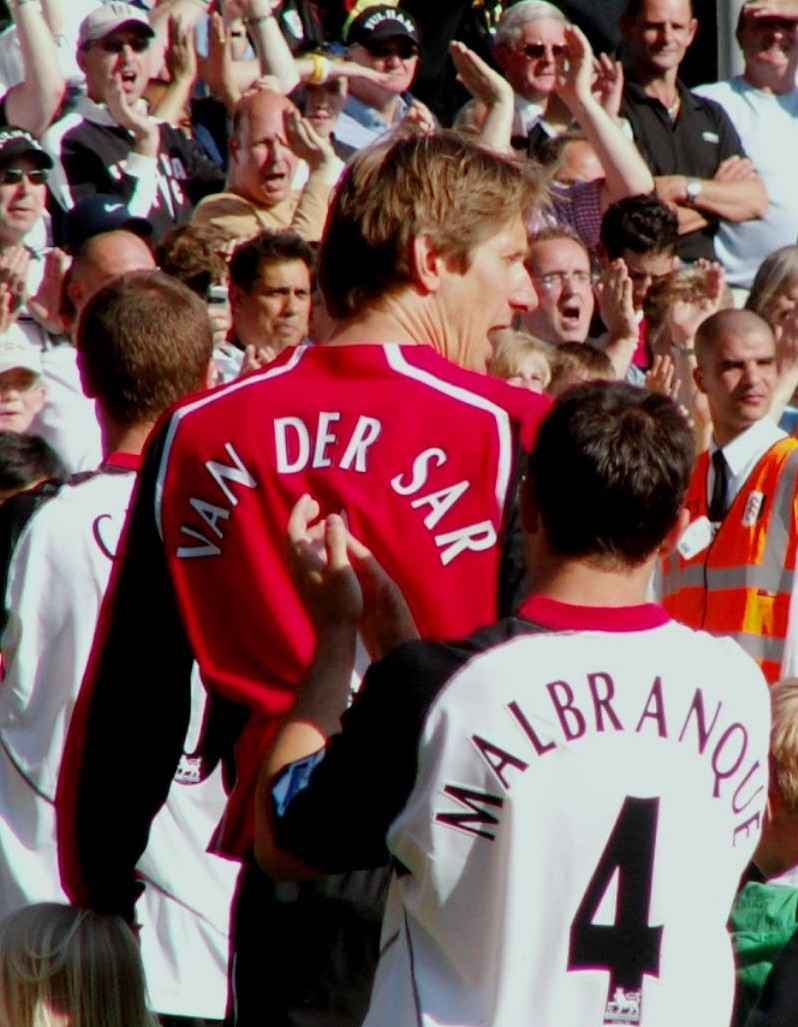
van der Sar al Fulham

Nell'estate del 2001 il club londinese del Fulham lo acquistò per 7 milioni di sterline. Esordì in Premier League in una partita persa per 3-2 in casa del Manchester Utd Nella stagione seguente, i bianconeri vinsero anche la Coppa Intertoto 2002. Nonostante fosse giunto in Inghilterra stimolato dal progetto della squadra, nel 2009 Van der Sar affermò che il periodo al Fulham fu per lui triste, a causa della mancanza di partecipazione alle coppe europee.

##### Manchester Utd
Il 5 giugno 2005, dopo quattro stagioni a Craven Cottage, il Manchester Utd acquistò Van der Sar per 1,5 milioni di sterline. Esordì il 9 agosto in una gara valevole per il terzo turno dei preliminari di Champions League contro gli ungheresi del Debrecen. In campionato fece il suo esordio il 20 agosto al Goodison Park contro l'Everton (2-0). Il 26 febbraio conquistò il suo primo trofeo con i Red Devils, battendo 4-0 il Wigan Athletic in finale di Carling Cup, al Millennium Stadium.
Il 4 febbraio 2007, nella gara giocata al White Hart Lane contro il Tottenham (4-0), sulla ribattuta di una parata su Robbie Keane, venne involontariamente colpito in pieno volto dallo stesso attaccante irlandese, perdendo conoscenza per alcuni minuti; resterà lontano dai campi di gioco per venti giorni. A fine stagione vinse il campionato, ma il 19 maggio perse la finale di FA Cup contro il Chelsea (1-0).
Nella stagione successiva, 2007-2008, nella finale di Community Shield del 5 agosto 2007 contro il Chelsea (1-1 al 120'), parò 3 rigori su 3, neutralizzando i tiri dal dischetto di Claudio Pizarro, Frank Lampard e Shaun Wright-Phillips. In seguito subì un infortunio in allenamento che lo tenne fuori per diverse gare, fino a quando non fece il suo rientro il 5 gennaio 2008, nella gara di FA Cup contro l'Aston Villa (2-0). Si rivelò una pedina importante in match chiave per il titolo come quello contro l'Arsenal all'Old Trafford, dove salvò varie volte il risultato con grandi parate, e contro il Liverpool mantenne ancora la porta inviolata, mettendo a segno un record mai riuscito a nessun altro portiere della storia mancuniana: mantenere la porta imbattuta per tre stagioni intere contro i rivali storici del Liverpool. Si rivelò importante anche nella scalata dei Red Devils alla finale della Champions League, tenendo la porta imbattuta per 5 gare di fila nella massima competizione europea. L'11 maggio si è poi laureato Campione d'Inghilterra per la seconda volta consecutiva, grazie alla vittoria contro il Wigan in trasferta per 2-0. Il 21 maggio ha disputato la sua terza finale di Champions League della carriera, nella storica finale tutta inglese contro i rivali del Chelsea (1-1 al 120'): furono necessari ancora una volta i calci di rigore: van der Sar parò il penalty decisivo di Nicolas Anelka, laureandosi campione d'Europa per la seconda volta in carriera.

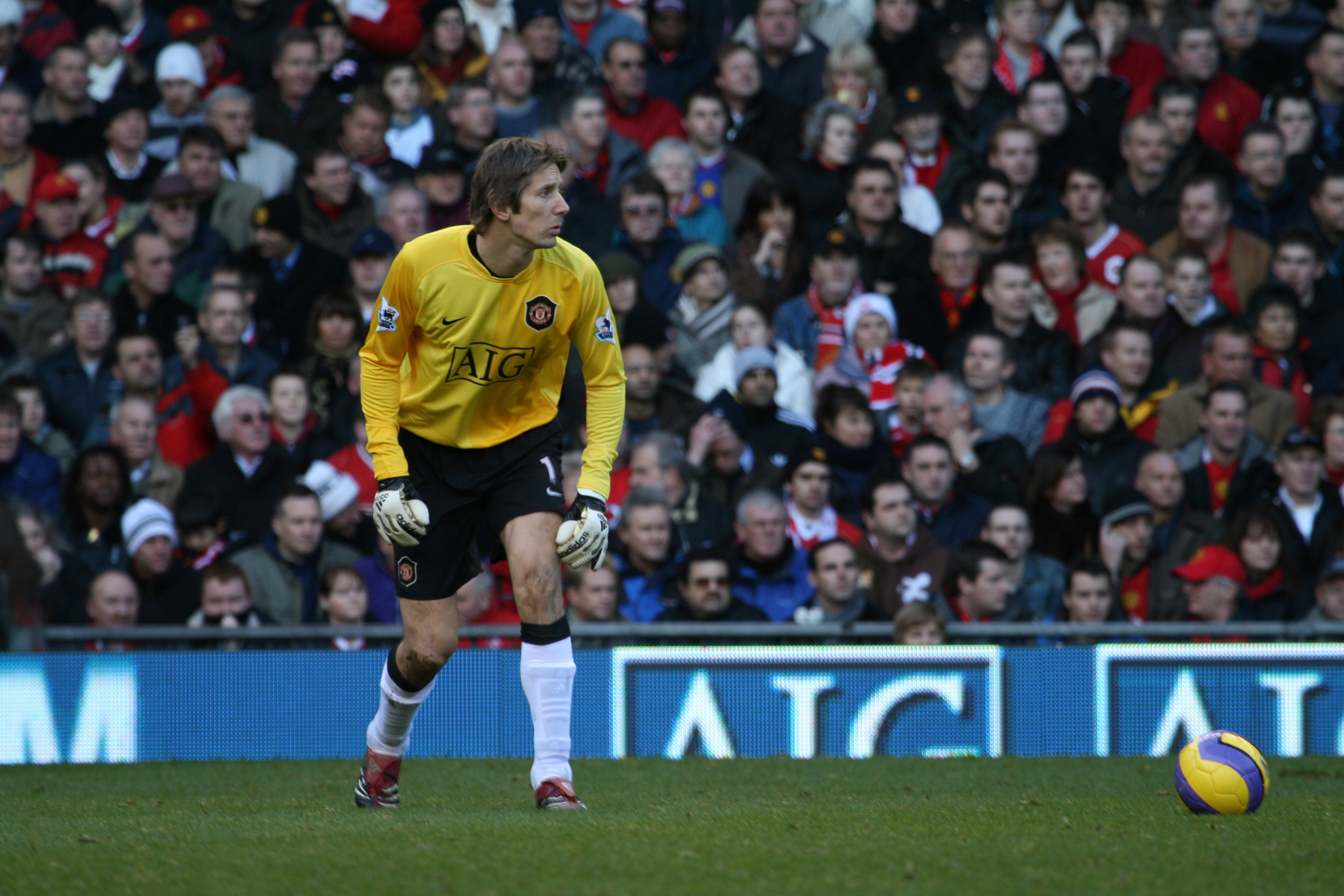
van der Sar al Manchester Utd nel 2006

Il 10 agosto 2008 ha iniziato la nuova stagione vincendo la Community Shield nella partita contro il Portsmouth (vittoria ai rigori). Il 27 gennaio 2009 ha stabilito il nuovo record di imbattibilità nella Premier League, facendo registrare 1032 minuti (11 partite) senza subire reti e battendo il precedente primato che apparteneva a Petr Čech. La sua imbattibilità si è fermata a 1 311 minuti il 4 marzo nella partita contro il Newcastle Utd (1-2). Il Manchester Utd ha vinto il campionato, e per le sue prestazioni ha conquistato anche il Golden Glove, oltre a venire inserito nella squadra ideale della PFA. I Red Devils però non si riconfermarono campioni d'Europa, venendo battuti in finale di Champions League per 2-0 dal Barcellona.
Il 23 dicembre 2009 la moglie di van der Sar è stata colpita da un'emorragia cerebrale nell'appartamento di famiglia nel Cheshire. Subito trasportata all'ospedale, le sue condizioni di salute sono state giudicate molto gravi dai sanitari. A van der Sar, già fermo da circa un mese per un infortunio al ginocchio, è stato concesso dal club mancuniano un permesso a tempo indeterminato per accudire la consorte. Meno di un mese dopo, il 16 gennaio 2010, è tornato in campo nella partita vinta per 3-0 dai Red Devils sul Burnley.
Il 22 maggio 2011 seguente ha raggiunto le 605 partite di campionato disputate in vent'anni: 226 con l'Ajax, 66 con la Juventus, 127 con il Fulham e 186 con il Manchester United. Ha disputato la sua ultima partita il 28 maggio 2011 nella finalissima di Champions League allo Stadio Wembley contro il Barcellona, persa 3-1, lasciando il calcio giocato con l'amaro in bocca per una finale perduta.
Il 3 agosto 2011 si è giocata la sua partita d'addio all'Amsterdam Arena, un'amichevole tra l'Ajax e il Dream Team di van der Sar guidato da Alex Ferguson, suo allenatore a Manchester.

##### Noordwjik
Il 9 marzo 2016 ritorna a giocare, all'età di 46 anni, per la squadra dilettantistica del VV Noordwijk, nelle cui giovanili aveva militato dal 1985 al 1990. Alla prima e unica partita, disputata per infortunio di tutti i portieri della prima squadra, è decisivo parando un rigore e contribuendo al pareggio per 1-1 contro il Jordan Boys.

#### Nazionale

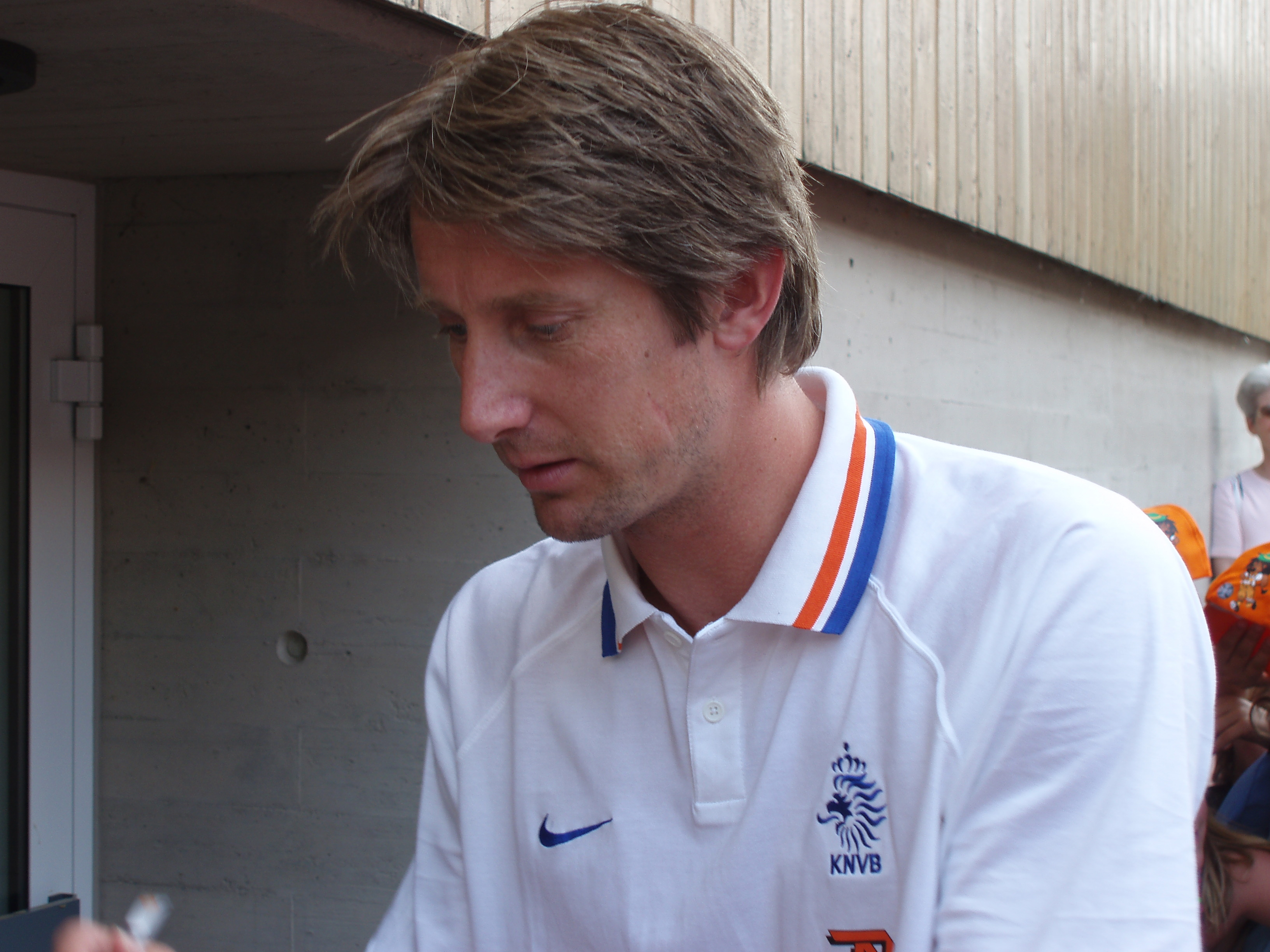
van der Sar in nazionale al Mondiale 2006

Convocato nella nazionale olandese per il campionato del mondo 1994 dal CT Dick Advocaat, non scese mai in campo in tale manifestazione. Fece il suo esordio nella nazionale oranje il 7 giugno 1995, con il CT Guus Hiddink, contro la Bielorussia. Anche in nazionale guadagnò subito il posto da titolare, tanto da essere schierato anche durante il campionato d'Europa 1996, dove i Paesi Bassi arrivarono sino ai quarti di finale per poi essere eliminati dalla Francia ai tiri di rigore dopo che i tempi regolamentari e supplementari erano terminati sullo 0-0.
Due anni dopo disputò da titolare il campionato del mondo 1998: stavolta gli oranje ottennero il quarto posto, dopo essere stati battuti, solo ai tiri di rigore, in semifinale dai campioni in carica del Brasile. Al campionato d'Europa 2000, sotto la gestione del CT Frank Rijkaard, giocò da titolare arrivando in semifinale, dove gli olandesi vennero sconfitti ancora una volta ai rigori, stavolta dall'Italia, dopo che i tempi regolamentari e supplementari si erano conclusi sullo 0-0.
Fallita la qualificazione per il campionato del mondo 2002, gli olandesi, nel frattempo tornati sotto la guida tecnica di Advocaat, centrarono quella per il campionato d'Europa 2004, dove, nei quarti di finale, la gara contro la Svezia si concluse ancora una volta ai rigori: van der Sar fu decisivo parando il tiro di Olof Mellberg. L'eliminazione maturò in semifinale contro i padroni di casa del Portogallo (2-1).
Dopo l'europeo 2004 sulla panchina degli oranje arrivò Marco van Basten, che attuò una rivoluzione nella squadra: uno dei pochissimi veterani confermati dal nuovo CT fu proprio van der Sar, scelto come capitano. Inoltre fra il 13 ottobre 2004 e il 17 agosto 2005, nelle qualificazioni al campionato del mondo 2006, riuscì a stabilire un record d'imbattibilità di 665 minuti consecutivi, nei quali parò un rigore a Tomáš Rosický. Nella fase finale del Mondiale, il cammino della sua nazionale si fermò ancora una volta per mano del Portogallo, stavolta negli ottavi di finale (1-0): in questa gara, van der Sar raccolse la sua 113ª presenza con la nazionale olandese, battendo il precedente primato di Frank de Boer. Il suo record verrà superato il 9 giugno 2017 da Wesley Sneijder.
In seguito, sempre con van Basten come CT, giocò il campionato d'Europa 2008 da titolare e da capitano. Dopo aver chiuso il girone a punteggio pieno, il cammino dell'Olanda si incrociò con quello della Russia (3-1 d.t.s.), che mise fine alla carriera in nazionale del portiere. Bert van Marwijk, successore di van Basten alla guida della nazionale olandese, non lo incluse nella lista dei convocati per il campionato del mondo 2010.
Il suo bilancio nella nazionale olandese è di 130 presenze, di cui 11 raccolte ai mondiali e 16 agli europei.

### Dirigente
Il 16 novembre 2012 assume il ruolo di direttore marketing per l'Ajax. Dal 6 settembre 2015 siede nel comitato dei lancieri e l’11 novembre 2016 viene promosso direttore generale. Sotto la sua gestione nel 2018/2019 l’Ajax arriva fino alla semifinale di Champions dopo 22 anni venendo eliminato dal Tottenham e a distanza di qualche anno torna a vincere la Coppa d’Olanda e il campionato. Il 15 novembre 2019 rinnova il proprio contratto fino al 2023. Il 30 maggio 2023 viene annunciato che lascerà l’Ajax dopo 11 anni rimanendo in carica fino a inizio agosto, motivando la sua decisione dicendo di avere bisogno di riposare.

## Statistiche

### Presenze e reti nei club
| Stagione                 | Squadra                  | Campionato               | Campionato | Campionato | Coppe nazionali | Coppe nazionali | Coppe nazionali | Coppe continentali | Coppe continentali | Coppe continentali | Altre coppe | Altre coppe | Altre coppe | Totale | Totale  |
| Stagione                 | Squadra                  | Comp                     | Pres       | Reti       | Comp            | Pres            | Reti            | Comp               | Pres               | Reti               | Comp        | Pres        | Reti        | Pres   | Reti    |
| ------------------------ | ------------------------ | ------------------------ | ---------- | ---------- | --------------- | --------------- | --------------- | ------------------ | ------------------ | ------------------ | ----------- | ----------- | ----------- | ------ | ------- |
| 1989-1990                | Noordwijk                | EK                       | ?          | -?         |                 | -               | -               | -                  | -                  | -                  | -           | -           | -           | ?      | -?      |
| 1990-1991                | Ajax                     | ED                       | 9          | -1         | CO              | 0               | 0               | -                  | -                  | -                  | -           | -           | -           | 9      | -1      |
| 1991-1992                | Ajax                     | ED                       | 0          | 0          | CO              | 0               | 0               | CU                 | 0                  | 0                  | -           | -           | -           | 0      | 0       |
| 1992-1993                | Ajax                     | ED                       | 19         | -19        | CO              | 3               | -5              | CU                 | 3                  | -1                 | -           | -           | -           | 25     | -25     |
| 1993-1994                | Ajax                     | ED                       | 32         | -22        | CO              | 4               | -7              | CdC                | 6                  | -4                 | SO          | 1           | 0           | 43     | -33     |
| 1994-1995                | Ajax                     | ED                       | 33         | -28        | CO              | 3               | -3              | UCL                | 11                 | -4                 | SO          | 1           | 0           | 48     | -35     |
| 1995-1996                | Ajax                     | ED                       | 33         | -24        | CO              | 2               | -2              | UCL                | 11                 | -7                 | SO+SU+CInt  | 1+2+1       | -1 + -1 + 0 | 50     | -35     |
| 1996-1997                | Ajax                     | ED                       | 33         | -31        | CO              | 1               | -1              | UCL                | 10                 | -13                | SO          | 1           | -3          | 45     | -48     |
| 1997-1998                | Ajax                     | ED                       | 33         | -22; 1     | CO              | 5               | -1              | CU                 | 8                  | -12                | -           | -           | -           | 46     | -35; 1  |
| 1998-1999                | Ajax                     | ED                       | 34         | -41        | CO              | 5               | -2              | UCL                | 6                  | -6                 | SO          | 1           | -2          | 46     | -51     |
| Totale Ajax              | Totale Ajax              | Totale Ajax              | 226        | -188; 1    |                 | 23              | -21             |                    | 55                 | -47                |             | 8           | -7          | 312    | -263; 1 |
| 1999-2000                | Juventus                 | A                        | 32         | -19        | CI              | 3               | -4              | Int+CU             | 6+5                | -4 + -8            | -           | -           | -           | 46     | -35     |
| 2000-2001                | Juventus                 | A                        | 34         | -27        | CI              | 2               | -2              | UCL                | 6                  | -10                | -           | -           | -           | 42     | -39     |
| Totale Juventus          | Totale Juventus          | Totale Juventus          | 66         | -46        |                 | 5               | -6              |                    | 17                 | -22                |             | -           | -           | 88     | -74     |
| 2001-2002                | Fulham                   | PL                       | 37         | -42        | FACup+CdL       | 4+0             | -2              | -                  | -                  | -                  | -           | -           | -           | 41     | -44     |
| 2002-2003                | Fulham                   | PL                       | 19         | -24        | FACup+CdL       | 0               | 0               | I+CU               | 6+5                | -4 + -5            | -           | -           | -           | 30     | -33     |
| 2003-2004                | Fulham                   | PL                       | 37         | -44        | FACup+CdL       | 6+0             | -5              | -                  | -                  | -                  | -           | -           | -           | 43     | -49     |
| 2004-2005                | Fulham                   | PL                       | 34         | -54        | FACup+CdL       | 5+1             | -5 + -2         | -                  | -                  | -                  | -           | -           | -           | 40     | -61     |
| Totale Fulham            | Totale Fulham            | Totale Fulham            | 127        | -164       |                 | 16              | -16             |                    | 11                 | -9                 |             | -           | -           | 154    | -189    |
| 2005-2006                | Manchester Utd           | PL                       | 38         | -33        | FACup+CdL       | 2+3             | -1 + -3         | UCL                | 8                  | -4                 | -           | -           | -           | 52     | -37     |
| 2006-2007                | Manchester Utd           | PL                       | 32         | -25        | FACup+CdL       | 3+0             | -4              | UCL                | 12                 | -13                | -           | -           | -           | 47     | -42     |
| 2007-2008                | Manchester Utd           | PL                       | 29         | -18        | FACup+CdL       | 4+0             | -2              | UCL                | 10                 | -4                 | CS          | 1           | -1          | 44     | -25     |
| 2008-2009                | Manchester Utd           | PL                       | 33         | -21        | FACup+CdL       | 2+0             | 0               | UCL                | 10                 | -5                 | CS+SU+Cmc   | 1+1+2       | 0 + -2 + -4 | 49     | -32     |
| 2009-2010                | Manchester Utd           | PL                       | 21         | -13        | FACup+CdL       | 0+2             | -3              | UCL                | 6                  | -8                 | CS          | 0           | 0           | 29     | -24     |
| 2010-2011                | Manchester Utd           | PL                       | 33         | -32        | FACup+CdL       | 2+0             | -1              | UCL                | 10                 | -6                 | CS          | 1           | -1          | 46     | -40     |
| Totale Manchester United | Totale Manchester United | Totale Manchester United | 186        | -142       |                 | 18              | -14             |                    | 56                 | -40                |             | 6           | -8          | 266    | -204    |
| 2015-2016                | Noordwijk                | HK                       | 1          | -1         | CO              | 0               | 0               | -                  | -                  | -                  | -           | -           | -           | 1      | -1      |
| Totale Noordwijk         | Totale Noordwijk         | Totale Noordwijk         | 1          | -1         |                 | -               | -               |                    | -                  | -                  |             | -           | -           | 1      | -1      |
| Totale carriera          | Totale carriera          | Totale carriera          | 606        | -541; 1    |                 | 62              | -57             |                    | 139                | -118               |             | 14          | -15         | 821    | -728; 1 |

### Cronologia presenze in nazionale
| Cronologia completa delle presenze e delle reti in nazionale ― Paesi Bassi | Cronologia completa delle presenze e delle reti in nazionale ― Paesi Bassi | Cronologia completa delle presenze e delle reti in nazionale ― Paesi Bassi | Cronologia completa delle presenze e delle reti in nazionale ― Paesi Bassi | Cronologia completa delle presenze e delle reti in nazionale ― Paesi Bassi | Cronologia completa delle presenze e delle reti in nazionale ― Paesi Bassi | Cronologia completa delle presenze e delle reti in nazionale ― Paesi Bassi | Cronologia completa delle presenze e delle reti in nazionale ― Paesi Bassi |
| Data                                                                       | Città                                                                      | In casa                                                                    | Risultato                                                                  | Ospiti                                                                     | Competizione                                                               | Reti                                                                       | Note                                                                       |
| -------------------------------------------------------------------------- | -------------------------------------------------------------------------- | -------------------------------------------------------------------------- | -------------------------------------------------------------------------- | -------------------------------------------------------------------------- | -------------------------------------------------------------------------- | -------------------------------------------------------------------------- | -------------------------------------------------------------------------- |
| 7-6-1995                                                                   | Minsk                                                                      | Bielorussia                                                                | 1 – 0                                                                      | Paesi Bassi                                                                | Qual. Euro 1996                                                            | -1                                                                         |                                                                            |
| 6-9-1995                                                                   | Rotterdam                                                                  | Paesi Bassi                                                                | 1 – 0                                                                      | Belgio                                                                     | Qual. Euro 1996                                                            | -                                                                          |                                                                            |
| 11-10-1995                                                                 | Ta' Qali                                                                   | Malta                                                                      | 0 – 4                                                                      | Paesi Bassi                                                                | Qual. Euro 1996                                                            | -                                                                          |                                                                            |
| 15-11-1995                                                                 | Rotterdam                                                                  | Paesi Bassi                                                                | 3 – 0                                                                      | Norvegia                                                                   | Qual. Euro 1996                                                            | -                                                                          |                                                                            |
| 13-12-1995                                                                 | Liverpool                                                                  | Paesi Bassi                                                                | 2 – 0                                                                      | Irlanda                                                                    | Qual. Euro 1996                                                            | -                                                                          |                                                                            |
| 24-4-1996                                                                  | Rotterdam                                                                  | Paesi Bassi                                                                | 0 – 1                                                                      | Germania                                                                   | Amichevole                                                                 | -1                                                                         |                                                                            |
| 4-6-1996                                                                   | Rotterdam                                                                  | Paesi Bassi                                                                | 3 – 1                                                                      | Irlanda                                                                    | Amichevole                                                                 | -1                                                                         |                                                                            |
| 10-6-1996                                                                  | Birmingham                                                                 | Paesi Bassi                                                                | 0 – 0                                                                      | Scozia                                                                     | Euro 1996 - 1º turno                                                       | -                                                                          |                                                                            |
| 13-6-1996                                                                  | Birmingham                                                                 | Svizzera                                                                   | 0 – 2                                                                      | Paesi Bassi                                                                | Euro 1996 - 1º turno                                                       | -                                                                          |                                                                            |
| 18-6-1996                                                                  | Londra                                                                     | Paesi Bassi                                                                | 1 – 4                                                                      | Inghilterra                                                                | Euro 1996 - 1º turno                                                       | -4                                                                         |                                                                            |
| 22-6-1996                                                                  | Liverpool                                                                  | Francia                                                                    | 0 – 0 dts (5 – 4 dtr)                                                      | Paesi Bassi                                                                | Euro 1996 - Quarti di finale                                               | -                                                                          |                                                                            |
| 31-8-1996                                                                  | Amsterdam                                                                  | Paesi Bassi                                                                | 2 – 2                                                                      | Brasile                                                                    | Amichevole                                                                 | -2                                                                         |                                                                            |
| 5-10-1996                                                                  | Cardiff                                                                    | Galles                                                                     | 1 – 3                                                                      | Paesi Bassi                                                                | Qual. Mondiali 1998                                                        | -1                                                                         |                                                                            |
| 9-11-1996                                                                  | Eindhoven                                                                  | Paesi Bassi                                                                | 7 – 1                                                                      | Galles                                                                     | Qual. Mondiali 1998                                                        | -1                                                                         |                                                                            |
| 14-12-1996                                                                 | Bruxelles                                                                  | Belgio                                                                     | 0 – 3                                                                      | Paesi Bassi                                                                | Qual. Mondiali 1998                                                        | -                                                                          |                                                                            |
| 26-2-1997                                                                  | Saint-Denis                                                                | Francia                                                                    | 2 – 1                                                                      | Paesi Bassi                                                                | Amichevole                                                                 | -2                                                                         |                                                                            |
| 29-3-1997                                                                  | Amsterdam                                                                  | Paesi Bassi                                                                | 4 – 0                                                                      | San Marino                                                                 | Qual. Mondiali 1998                                                        | -                                                                          |                                                                            |
| 2-4-1997                                                                   | Bursa                                                                      | Turchia                                                                    | 1 – 0                                                                      | Paesi Bassi                                                                | Qual. Mondiali 1998                                                        | -1                                                                         |                                                                            |
| 30-4-1997                                                                  | Serravalle                                                                 | San Marino                                                                 | 0 – 6                                                                      | Paesi Bassi                                                                | Qual. Mondiali 1998                                                        | -                                                                          |                                                                            |
| 6-9-1997                                                                   | Rotterdam                                                                  | Paesi Bassi                                                                | 3 – 1                                                                      | Belgio                                                                     | Qual. Mondiali 1998                                                        | -1                                                                         |                                                                            |
| 11-10-1997                                                                 | Amsterdam                                                                  | Paesi Bassi                                                                | 0 – 0                                                                      | Turchia                                                                    | Qual. Mondiali 1998                                                        | -                                                                          |                                                                            |
| 21-2-1998                                                                  | Miami Gardens                                                              | Stati Uniti                                                                | 0 – 2                                                                      | Paesi Bassi                                                                | Amichevole                                                                 | -                                                                          |                                                                            |
| 27-5-1998                                                                  | Arnhem                                                                     | Paesi Bassi                                                                | 0 – 0                                                                      | Camerun                                                                    | Amichevole                                                                 | -                                                                          |                                                                            |
| 1-6-1998                                                                   | Eindhoven                                                                  | Paesi Bassi                                                                | 5 – 1                                                                      | Paraguay                                                                   | Amichevole                                                                 | -1                                                                         |                                                                            |
| 5-6-1998                                                                   | Amsterdam                                                                  | Paesi Bassi                                                                | 5 – 1                                                                      | Nigeria                                                                    | Amichevole                                                                 | -1                                                                         |                                                                            |
| 13-6-1998                                                                  | Saint-Denis                                                                | Paesi Bassi                                                                | 0 – 0                                                                      | Belgio                                                                     | Mondiali 1998 - 1º turno                                                   | -                                                                          |                                                                            |
| 20-6-1998                                                                  | Marsiglia                                                                  | Paesi Bassi                                                                | 5 – 0                                                                      | Corea del Sud                                                              | Mondiali 1998 - 1º turno                                                   | -                                                                          |                                                                            |
| 25-6-1998                                                                  | Saint-Étienne                                                              | Paesi Bassi                                                                | 2 – 2                                                                      | Messico                                                                    | Mondiali 1998 - 1º turno                                                   | -2                                                                         |                                                                            |
| 29-6-1998                                                                  | Tolosa                                                                     | Paesi Bassi                                                                | 2 – 1                                                                      | Jugoslavia                                                                 | Mondiali 1998 - Ottavi di finale                                           | -1                                                                         |                                                                            |
| 4-7-1998                                                                   | Marsiglia                                                                  | Paesi Bassi                                                                | 2 – 1                                                                      | Argentina                                                                  | Mondiali 1998 - Quarti di finale                                           | -1                                                                         |                                                                            |
| 7-7-1998                                                                   | Marsiglia                                                                  | Brasile                                                                    | 1 – 1 dts (4 – 2 dtr)                                                      | Paesi Bassi                                                                | Mondiali 1998 - Semifinale                                                 | -1                                                                         |                                                                            |
| 11-7-1998                                                                  | Parigi                                                                     | Paesi Bassi                                                                | 1 – 2                                                                      | Croazia                                                                    | Mondiali 1998 - Finale 3º posto                                            | -2                                                                         |                                                                            |
| 10-10-1998                                                                 | Eindhoven                                                                  | Paesi Bassi                                                                | 2 – 0                                                                      | Perù                                                                       | Amichevole                                                                 | -                                                                          |                                                                            |
| 13-10-1998                                                                 | Arnhem                                                                     | Paesi Bassi                                                                | 0 – 0                                                                      | Ghana                                                                      | Amichevole                                                                 | -                                                                          |                                                                            |
| 18-11-1998                                                                 | Gelsenkirchen                                                              | Germania                                                                   | 1 – 1                                                                      | Paesi Bassi                                                                | Amichevole                                                                 | -1                                                                         |                                                                            |
| 10-2-1999                                                                  | Parigi                                                                     | Portogallo                                                                 | 0 – 0                                                                      | Paesi Bassi                                                                | Amichevole                                                                 | -                                                                          |                                                                            |
| 31-3-1999                                                                  | Amsterdam                                                                  | Paesi Bassi                                                                | 1 – 1                                                                      | Argentina                                                                  | Amichevole                                                                 | -1                                                                         |                                                                            |
| 28-4-1999                                                                  | Arnhem                                                                     | Paesi Bassi                                                                | 1 – 2                                                                      | Marocco                                                                    | Amichevole                                                                 | -2                                                                         | cap.                                                                       |
| 5-6-1999                                                                   | Salvador                                                                   | Brasile                                                                    | 2 – 2                                                                      | Paesi Bassi                                                                | Amichevole                                                                 | -2                                                                         |                                                                            |
| 18-8-1999                                                                  | Copenaghen                                                                 | Danimarca                                                                  | 0 – 0                                                                      | Paesi Bassi                                                                | Amichevole                                                                 | -                                                                          |                                                                            |
| 4-9-1999                                                                   | Rotterdam                                                                  | Paesi Bassi                                                                | 5 – 5                                                                      | Belgio                                                                     | Amichevole                                                                 | -5                                                                         |                                                                            |
| 9-10-1999                                                                  | Amsterdam                                                                  | Paesi Bassi                                                                | 2 – 2                                                                      | Brasile                                                                    | Amichevole                                                                 | -2                                                                         |                                                                            |
| 13-11-1999                                                                 | Eindhoven                                                                  | Paesi Bassi                                                                | 1 – 1                                                                      | Rep. Ceca                                                                  | Amichevole                                                                 | -                                                                          |                                                                            |
| 23-2-2000                                                                  | Amsterdam                                                                  | Paesi Bassi                                                                | 2 – 1                                                                      | Germania                                                                   | Amichevole                                                                 | -1                                                                         |                                                                            |
| 26-4-2000                                                                  | Arnhem                                                                     | Paesi Bassi                                                                | 0 – 0                                                                      | Scozia                                                                     | Amichevole                                                                 | -                                                                          |                                                                            |
| 27-5-2000                                                                  | Amsterdam                                                                  | Paesi Bassi                                                                | 2 – 1                                                                      | Romania                                                                    | Amichevole                                                                 | -1                                                                         |                                                                            |
| 4-6-2000                                                                   | Losanna                                                                    | Polonia                                                                    | 1 – 3                                                                      | Paesi Bassi                                                                | Amichevole                                                                 | -1                                                                         |                                                                            |
| 11-6-2000                                                                  | Amsterdam                                                                  | Paesi Bassi                                                                | 1 – 0                                                                      | Rep. Ceca                                                                  | Euro 2000 - 1º turno                                                       | -                                                                          |                                                                            |
| 16-6-2000                                                                  | Rotterdam                                                                  | Danimarca                                                                  | 0 – 3                                                                      | Paesi Bassi                                                                | Euro 2000 - 1º turno                                                       | -                                                                          |                                                                            |
| 25-6-2000                                                                  | Rotterdam                                                                  | Paesi Bassi                                                                | 6 – 1                                                                      | Jugoslavia                                                                 | Euro 2000 - Quarti di finale                                               | -1                                                                         |                                                                            |
| 29-6-2000                                                                  | Amsterdam                                                                  | Italia                                                                     | 0 – 0 dts (3 – 1 dtr)                                                      | Paesi Bassi                                                                | Euro 2000 - Semifinale                                                     | -                                                                          |                                                                            |
| 2-9-2000                                                                   | Amsterdam                                                                  | Paesi Bassi                                                                | 2 – 2                                                                      | Irlanda                                                                    | Qual. Mondiali 2002                                                        | -2                                                                         |                                                                            |
| 7-10-2000                                                                  | Strovolos                                                                  | Cipro                                                                      | 0 – 4                                                                      | Paesi Bassi                                                                | Qual. Mondiali 2002                                                        | -                                                                          |                                                                            |
| 11-10-2000                                                                 | Rotterdam                                                                  | Paesi Bassi                                                                | 0 – 2                                                                      | Portogallo                                                                 | Qual. Mondiali 2002                                                        | -2                                                                         |                                                                            |
| 15-11-2000                                                                 | Siviglia                                                                   | Spagna                                                                     | 1 – 2                                                                      | Paesi Bassi                                                                | Amichevole                                                                 | -1                                                                         |                                                                            |
| 28-2-2001                                                                  | Amsterdam                                                                  | Paesi Bassi                                                                | 0 – 0                                                                      | Turchia                                                                    | Amichevole                                                                 | -                                                                          |                                                                            |
| 24-3-2001                                                                  | Barcellona                                                                 | Andorra                                                                    | 0 – 5                                                                      | Paesi Bassi                                                                | Qual. Mondiali 2002                                                        | -                                                                          |                                                                            |
| 28-3-2001                                                                  | Porto                                                                      | Portogallo                                                                 | 2 – 2                                                                      | Paesi Bassi                                                                | Qual. Mondiali 2002                                                        | -2                                                                         |                                                                            |
| 25-4-2001                                                                  | Eindhoven                                                                  | Paesi Bassi                                                                | 4 – 0                                                                      | Cipro                                                                      | Qual. Mondiali 2002                                                        | -                                                                          |                                                                            |
| 2-6-2001                                                                   | Tallinn                                                                    | Estonia                                                                    | 2 – 4                                                                      | Paesi Bassi                                                                | Qual. Mondiali 2002                                                        | -2                                                                         |                                                                            |
| 15-8-2001                                                                  | Londra                                                                     | Inghilterra                                                                | 0 – 2                                                                      | Paesi Bassi                                                                | Amichevole                                                                 | -                                                                          |                                                                            |
| 1-9-2001                                                                   | Dublino                                                                    | Irlanda                                                                    | 1 – 0                                                                      | Paesi Bassi                                                                | Qual. Mondiali 2002                                                        | -1                                                                         |                                                                            |
| 5-9-2001                                                                   | Eindhoven                                                                  | Paesi Bassi                                                                | 5 – 0                                                                      | Estonia                                                                    | Qual. Mondiali 2002                                                        | -                                                                          |                                                                            |
| 6-10-2001                                                                  | Arnhem                                                                     | Paesi Bassi                                                                | 4 – 0                                                                      | Andorra                                                                    | Qual. Mondiali 2002                                                        | -                                                                          |                                                                            |
| 13-2-2002                                                                  | Rotterdam                                                                  | Paesi Bassi                                                                | 1 – 1                                                                      | Inghilterra                                                                | Amichevole                                                                 | -1                                                                         |                                                                            |
| 27-3-2002                                                                  | Rotterdam                                                                  | Paesi Bassi                                                                | 1 – 0                                                                      | Spagna                                                                     | Amichevole                                                                 | -                                                                          |                                                                            |
| 21-8-2002                                                                  | Oslo                                                                       | Norvegia                                                                   | 0 – 1                                                                      | Paesi Bassi                                                                | Amichevole                                                                 | -                                                                          |                                                                            |
| 7-9-2002                                                                   | Eindhoven                                                                  | Paesi Bassi                                                                | 3 – 0                                                                      | Bielorussia                                                                | Qual. Euro 2004                                                            | -                                                                          |                                                                            |
| 16-10-2002                                                                 | Vienna                                                                     | Austria                                                                    | 0 – 3                                                                      | Paesi Bassi                                                                | Qual. Euro 2004                                                            | -                                                                          |                                                                            |
| 20-11-2002                                                                 | Gelsenkirchen                                                              | Germania                                                                   | 1 – 3                                                                      | Paesi Bassi                                                                | Amichevole                                                                 | -1                                                                         |                                                                            |
| 30-4-2003                                                                  | Eindhoven                                                                  | Paesi Bassi                                                                | 1 – 1                                                                      | Portogallo                                                                 | Amichevole                                                                 | -1                                                                         |                                                                            |
| 7-6-2003                                                                   | Minsk                                                                      | Bielorussia                                                                | 0 – 2                                                                      | Paesi Bassi                                                                | Qual. Euro 2004                                                            | -                                                                          |                                                                            |
| 20-8-2003                                                                  | Bruxelles                                                                  | Belgio                                                                     | 1 – 1                                                                      | Paesi Bassi                                                                | Amichevole                                                                 | -1                                                                         |                                                                            |
| 6-9-2003                                                                   | Rotterdam                                                                  | Paesi Bassi                                                                | 3 – 1                                                                      | Austria                                                                    | Qual. Euro 2004                                                            | -1                                                                         |                                                                            |
| 10-9-2003                                                                  | Praga                                                                      | Rep. Ceca                                                                  | 3 – 1                                                                      | Paesi Bassi                                                                | Qual. Euro 2004                                                            | -3                                                                         |                                                                            |
| 11-10-2003                                                                 | Eindhoven                                                                  | Paesi Bassi                                                                | 5 – 0                                                                      | Moldavia                                                                   | Qual. Euro 2004                                                            | -                                                                          |                                                                            |
| 15-11-2003                                                                 | Edimburgo                                                                  | Scozia                                                                     | 1 – 0                                                                      | Paesi Bassi                                                                | Qual. Euro 2004                                                            | -1                                                                         |                                                                            |
| 19-11-2003                                                                 | Amsterdam                                                                  | Paesi Bassi                                                                | 6 – 0                                                                      | Scozia                                                                     | Qual. Euro 2004                                                            | -                                                                          |                                                                            |
| 18-2-2004                                                                  | Amsterdam                                                                  | Paesi Bassi                                                                | 1 – 0                                                                      | Stati Uniti                                                                | Amichevole                                                                 | -                                                                          |                                                                            |
| 31-3-2004                                                                  | Rotterdam                                                                  | Paesi Bassi                                                                | 0 – 0                                                                      | Francia                                                                    | Amichevole                                                                 | -                                                                          |                                                                            |
| 28-4-2004                                                                  | Eindhoven                                                                  | Paesi Bassi                                                                | 4 – 0                                                                      | Grecia                                                                     | Amichevole                                                                 | -                                                                          | cap.                                                                       |
| 29-5-2004                                                                  | Eindhoven                                                                  | Paesi Bassi                                                                | 0 – 1                                                                      | Belgio                                                                     | Amichevole                                                                 | -1                                                                         |                                                                            |
| 1-6-2004                                                                   | Losanna                                                                    | Paesi Bassi                                                                | 3 – 0                                                                      | Fær Øer                                                                    | Amichevole                                                                 | -                                                                          |                                                                            |
| 5-6-2004                                                                   | Amsterdam                                                                  | Paesi Bassi                                                                | 0 – 1                                                                      | Irlanda                                                                    | Amichevole                                                                 | -1                                                                         |                                                                            |
| 15-6-2004                                                                  | Porto                                                                      | Germania                                                                   | 1 – 1                                                                      | Paesi Bassi                                                                | Euro 2004 - 1º turno                                                       | -1                                                                         |                                                                            |
| 19-6-2004                                                                  | Aveiro                                                                     | Paesi Bassi                                                                | 2 – 3                                                                      | Rep. Ceca                                                                  | Euro 2004 - 1º turno                                                       | -3                                                                         |                                                                            |
| 23-6-2004                                                                  | Braga                                                                      | Paesi Bassi                                                                | 3 – 0                                                                      | Lettonia                                                                   | Euro 2004 - 1º turno                                                       | -                                                                          |                                                                            |
| 26-6-2004                                                                  | Faro                                                                       | Svezia                                                                     | 0 – 0 dts (4 – 5 dtr)                                                      | Paesi Bassi                                                                | Euro 2004 - Quarti di finale                                               | -                                                                          |                                                                            |
| 30-6-2004                                                                  | Lisbona                                                                    | Portogallo                                                                 | 2 – 1                                                                      | Paesi Bassi                                                                | Euro 2004 - Semifinale                                                     | -2                                                                         |                                                                            |
| 18-8-2004                                                                  | Solna                                                                      | Svezia                                                                     | 2 – 2                                                                      | Paesi Bassi                                                                | Amichevole                                                                 | -2                                                                         |                                                                            |
| 3-9-2004                                                                   | Utrecht                                                                    | Paesi Bassi                                                                | 3 – 0                                                                      | Liechtenstein                                                              | Amichevole                                                                 | -                                                                          |                                                                            |
| 8-9-2004                                                                   | Amsterdam                                                                  | Paesi Bassi                                                                | 2 – 0                                                                      | Rep. Ceca                                                                  | Qual. Mondiali 2006                                                        | -                                                                          |                                                                            |
| 9-10-2004                                                                  | Skopje                                                                     | Macedonia                                                                  | 2 – 2                                                                      | Paesi Bassi                                                                | Qual. Mondiali 2006                                                        | -2                                                                         |                                                                            |
| 13-10-2004                                                                 | Amsterdam                                                                  | Paesi Bassi                                                                | 3 – 1                                                                      | Finlandia                                                                  | Qual. Mondiali 2006                                                        | -1                                                                         |                                                                            |
| 17-11-2004                                                                 | Barcellona                                                                 | Andorra                                                                    | 0 – 3                                                                      | Paesi Bassi                                                                | Qual. Mondiali 2006                                                        | -                                                                          | cap.                                                                       |
| 9-2-2005                                                                   | Birmingham                                                                 | Inghilterra                                                                | 0 – 0                                                                      | Paesi Bassi                                                                | Amichevole                                                                 | -                                                                          | cap.                                                                       |
| 26-3-2005                                                                  | Bucarest                                                                   | Romania                                                                    | 0 – 2                                                                      | Paesi Bassi                                                                | Qual. Mondiali 2006                                                        | -                                                                          | cap.                                                                       |
| 30-3-2005                                                                  | Eindhoven                                                                  | Paesi Bassi                                                                | 2 – 0                                                                      | Armenia                                                                    | Qual. Mondiali 2006                                                        | -                                                                          | cap.                                                                       |
| 4-6-2005                                                                   | Rotterdam                                                                  | Paesi Bassi                                                                | 2 – 0                                                                      | Romania                                                                    | Qual. Mondiali 2006                                                        | -                                                                          | cap.                                                                       |
| 8-6-2005                                                                   | Helsinki                                                                   | Finlandia                                                                  | 0 – 4                                                                      | Paesi Bassi                                                                | Qual. Mondiali 2006                                                        | -                                                                          | cap.                                                                       |
| 17-8-2005                                                                  | Rotterdam                                                                  | Paesi Bassi                                                                | 2 – 2                                                                      | Germania                                                                   | Amichevole                                                                 | -2                                                                         | cap.                                                                       |
| 3-9-2005                                                                   | Erevan                                                                     | Armenia                                                                    | 0 – 1                                                                      | Paesi Bassi                                                                | Qual. Mondiali 2006                                                        | -                                                                          | cap.                                                                       |
| 7-9-2005                                                                   | Eindhoven                                                                  | Paesi Bassi                                                                | 4 – 0                                                                      | Andorra                                                                    | Qual. Mondiali 2006                                                        | -                                                                          | cap.                                                                       |
| 8-10-2005                                                                  | Praga                                                                      | Rep. Ceca                                                                  | 0 – 2                                                                      | Paesi Bassi                                                                | Qual. Mondiali 2006                                                        | -                                                                          | cap.                                                                       |
| 12-10-2005                                                                 | Amsterdam                                                                  | Paesi Bassi                                                                | 0 – 0                                                                      | Macedonia                                                                  | Qual. Mondiali 2006                                                        | -                                                                          | cap.                                                                       |
| 12-11-2005                                                                 | Amsterdam                                                                  | Paesi Bassi                                                                | 1 – 3                                                                      | Italia                                                                     | Amichevole                                                                 | -3                                                                         | cap.                                                                       |
| 1-3-2006                                                                   | Amsterdam                                                                  | Paesi Bassi                                                                | 1 – 0                                                                      | Ecuador                                                                    | Amichevole                                                                 | -                                                                          | cap.                                                                       |
| 27-5-2006                                                                  | Rotterdam                                                                  | Paesi Bassi                                                                | 1 – 0                                                                      | Camerun                                                                    | Amichevole                                                                 | -                                                                          | cap.                                                                       |
| 4-6-2006                                                                   | Rotterdam                                                                  | Paesi Bassi                                                                | 1 – 1                                                                      | Australia                                                                  | Amichevole                                                                 | -1                                                                         | cap.                                                                       |
| 11-6-2006                                                                  | Lipsia                                                                     | Serbia e Montenegro                                                        | 0 – 1                                                                      | Paesi Bassi                                                                | Mondiali 2006 - 1º turno                                                   | -                                                                          | cap.                                                                       |
| 16-6-2006                                                                  | Stoccarda                                                                  | Paesi Bassi                                                                | 2 – 1                                                                      | Costa d'Avorio                                                             | Mondiali 2006 - 1º turno                                                   | -1                                                                         | cap.                                                                       |
| 21-6-2006                                                                  | Francoforte sul Meno                                                       | Paesi Bassi                                                                | 0 – 0                                                                      | Argentina                                                                  | Mondiali 2006 - 1º turno                                                   | -                                                                          | cap.                                                                       |
| 25-6-2006                                                                  | Norimberga                                                                 | Portogallo                                                                 | 1 – 0                                                                      | Paesi Bassi                                                                | Mondiali 2006 - Ottavi di finale                                           | -1                                                                         | cap.                                                                       |
| 16-8-2006                                                                  | Dublino                                                                    | Irlanda                                                                    | 0 – 4                                                                      | Paesi Bassi                                                                | Amichevole                                                                 | -                                                                          | cap.                                                                       |
| 2-9-2006                                                                   | Lussemburgo                                                                | Lussemburgo                                                                | 0 – 1                                                                      | Paesi Bassi                                                                | Qual. Euro 2008                                                            | -                                                                          | cap.                                                                       |
| 6-9-2006                                                                   | Eindhoven                                                                  | Paesi Bassi                                                                | 3 – 0                                                                      | Bielorussia                                                                | Qual. Euro 2008                                                            | -                                                                          | cap.                                                                       |
| 7-10-2006                                                                  | Sofia                                                                      | Bulgaria                                                                   | 1 – 1                                                                      | Paesi Bassi                                                                | Qual. Euro 2008                                                            | -1                                                                         | cap.                                                                       |
| 11-10-2006                                                                 | Amsterdam                                                                  | Paesi Bassi                                                                | 2 – 1                                                                      | Albania                                                                    | Qual. Euro 2008                                                            | -1                                                                         | cap.                                                                       |
| 28-3-2007                                                                  | Celje                                                                      | Slovenia                                                                   | 0 – 1                                                                      | Paesi Bassi                                                                | Qual. Euro 2008                                                            | -                                                                          | cap.                                                                       |
| 8-9-2007                                                                   | Amsterdam                                                                  | Paesi Bassi                                                                | 2 – 0                                                                      | Bulgaria                                                                   | Qual. Euro 2008                                                            | -                                                                          | cap.                                                                       |
| 12-9-2007                                                                  | Tirana                                                                     | Albania                                                                    | 0 – 1                                                                      | Paesi Bassi                                                                | Qual. Euro 2008                                                            | -                                                                          | cap.                                                                       |
| 17-11-2007                                                                 | Rotterdam                                                                  | Paesi Bassi                                                                | 1 – 0                                                                      | Lussemburgo                                                                | Qual. Euro 2008                                                            | -                                                                          | cap.                                                                       |
| 6-2-2008                                                                   | Spalato                                                                    | Croazia                                                                    | 0 – 3                                                                      | Paesi Bassi                                                                | Amichevole                                                                 | -                                                                          | cap.                                                                       |
| 29-5-2008                                                                  | Eindhoven                                                                  | Paesi Bassi                                                                | 1 – 1                                                                      | Danimarca                                                                  | Amichevole                                                                 | -1                                                                         | cap.                                                                       |
| 1-6-2008                                                                   | Rotterdam                                                                  | Paesi Bassi                                                                | 2 – 0                                                                      | Galles                                                                     | Amichevole                                                                 | -                                                                          | cap.                                                                       |
| 9-6-2008                                                                   | Berna                                                                      | Paesi Bassi                                                                | 3 – 0                                                                      | Italia                                                                     | Euro 2008 - 1º turno                                                       | -                                                                          | cap.                                                                       |
| 13-6-2008                                                                  | Berna                                                                      | Paesi Bassi                                                                | 4 – 1                                                                      | Francia                                                                    | Euro 2008 - 1º turno                                                       | -1                                                                         | cap.                                                                       |
| 21-6-2008                                                                  | Basilea                                                                    | Paesi Bassi                                                                | 1 – 3 dts                                                                  | Russia                                                                     | Euro 2008 - Quarti di finale                                               | -3                                                                         | cap.                                                                       |
| 11-10-2008                                                                 | Rotterdam                                                                  | Paesi Bassi                                                                | 2 – 0                                                                      | Islanda                                                                    | Qual. Mondiali 2010                                                        | -                                                                          |                                                                            |
| 15-10-2008                                                                 | Oslo                                                                       | Norvegia                                                                   | 0 – 1                                                                      | Paesi Bassi                                                                | Qual. Mondiali 2010                                                        | -                                                                          |                                                                            |
| Totale                                                                     |                                                                            | Presenze (2º posto)                                                        | 130                                                                        |                                                                            | Reti                                                                       | -89                                                                        |                                                                            |

### Record
Van der Sar detiene sia il record d'imbattibilità riguardo alle gare ufficiali della nazionale olandese, che stabilì tra il 13 ottobre 2004 e il 17 agosto 2005, non subendo goal per 665 minuti, che quello di 1 311 minuti nella Premier League con la maglia del Manchester United. Detiene inoltre quello riguardante l'imbattibilità individuale della UEFA Champions League, che stabilì durante la stagione 1995-1996 quando militava nell'Ajax e il record d'imbattibilità nelle gare esterne di UEFA Champions League (stagione 2010-2011).
Ha perso tre finali di UEFA Champions League, di cui due allo stadio Olimpico di Roma: il 22 maggio 1996 Juventus-Ajax (4-2 dcr, 1-1 dts), il 27 maggio 2009 Barcellona-Manchester United (2-0) e il 28 maggio 2011 al Wembley Stadium sempre in Manchester United-Barcellona (1-3).

## Palmarès

### Club

#### Competizioni nazionali
- Campionato olandese: 4

Ajax: 1993-1994, 1994-1995, 1995-1996, 1997-1998
- Coppa dei Paesi Bassi: 3

Ajax: 1992-1993, 1997-1998, 1998-1999
- Supercoppa dei Paesi Bassi: 3

Ajax: 1993, 1994, 1995
- Campionato inglese: 4

Manchester United: 2006-2007, 2007-2008, 2008-2009, 2010-2011
- Coppa di Lega inglese: 3

Manchester United: 2005-2006, 2008-2009, 2009-2010
- Community Shield: 3

Manchester United: 2007, 2008, 2010

#### Competizioni internazionali
- Coppa UEFA: 1

Ajax: 1991-1992
- UEFA Champions League: 2

Ajax: 1994-1995
Manchester United: 2007-2008
- Supercoppa UEFA: 1

Ajax: 1995
- Coppa Intercontinentale: 1

Ajax: 1995
- Coppa del mondo per club: 1

Manchester United: 2008
- Coppa Intertoto UEFA: 2

Juventus: 1999
Fulham: 2002

### Individuale
- Portiere olandese dell'anno: 4

1994, 1995, 1996, 1997
- ESM Team of the Year: 2

1995-1996, 2008-2009
- Gouden Schoen: 1

1998
- Squadra dell'anno della PFA: 3

2007, 2009, 2011
- Squadra del torneo del campionato europeo: 1

Austria-Svizzera 2008
- Miglior portiere della Premier League: 1

2008-2009